# Ems (dopływ Dollart)
Ems (pol. hist. Amiza) – rzeka w północno-zachodnich Niemczech, w Westfalii i Dolnej Saksonii, o długości 371 km i powierzchni dorzecza ok. 18 000 km².
Rzeka wypływa ze źródeł u południowego podnóża Lasu Teutoburskiego, ok. 15 km na północ od Paderbornu, a koło Emden uchodzi estuarium do zatoki Dollart na Morzu Północnym.
Rzeka jest żeglowna na odcinku 238 km. Połączona jest kanałami z Wezerą, Łabą, zatoką Jade, zatoką IJsselmeer oraz z Kanałem Dortmund-Ems.
W dolinie dolnego Ems znajdują się złoża ropy naftowej i gazu ziemnego.
Główne dopływy:
- lewe: Axtbach, Werse, Münstersche Aa;
- prawe: Lutter, Große Aa, Hase, Nordradde, Leda.

Ważniejsze miejscowości nad Ems: Rietberg, Rheda-Wiedenbrück, Harsewinkel, Warendorf, Telgte, Greven, Emsdetten, Lingen (Ems), Meppen, Haren (Ems), Weener, Leer (Ostfriesland), Emden (koło ujścia).